# Astatin iodide
Astatin iodide (tiếng Anh: astatine iodide) là một hỗn hợp của hai halogenide với công thức hóa học AtI.

## Sản xuất
Astatin iodide được sản xuất bởi sự kết hợp trực tiếp của astatin và iod theo tỷ lệ mol 1:1:
At2 + I2 → 2AtI